# Elizabeth Meléndez
Elizabeth Meléndez es una deportista puertorriqueña que compitió en judo. Ganó una medalla de bronce en el Campeonato Panamericano de Judo de 2000, en la categoría de –52 kg.

## Palmarés internacional
| Campeonato Panamericano | Campeonato Panamericano  | Campeonato Panamericano | Campeonato Panamericano |
| Año                     | Lugar                    | Medalla                 | Categoría               |
| ----------------------- | ------------------------ | ----------------------- | ----------------------- |
| 2000                    | Orlando (Estados Unidos) | Medalla de bronce       | –52 kg                  |